# فینال سوپرجام ایتالیا ۲۰۲۳
فینال سوپر جام فوتبال ایتالیا ۲۰۲۳ سی و ششمین دورهٔ مسابقهٔ سوپر جام فوتبال ایتالیا است همچنین اولین باری است که این جام به صورت یک تورنومنت چهار جانبه میان قهرمانان و نایب قهرمانان سری آ و کوپا ایتالیا برگزار شد. در پایان باشگاه فوتبال اینترمیلان برای هشتمین بار فاتح این جام شد.